# Plečnikove Žale
Plečnikove Žale so ključni del Centralnega pokopališča Žale v Ljubljani. Njihov koncept in obliko je določil arhitekt Plečnik s svojimi sodelavci.
Plečnikove Žale sodijo v sklop dela A osrednjega ljubljanskega pokopališča, čeprav stojijo pred pokopališkim zidom. Spominski vrt z vežicami je namenjen slovesu od pokojnikov; ne njihovemu pokopu.
Plečnikove Žale so bile 28. julija 2021 dodane na seznam Unescove svetovne dediščine v okviru vpisa sedmih enot pod naslovom Dela Jožeta Plečnika v Ljubljani – urbano oblikovanje po meri človeka.

## Poimenovanje
Plečnik  je predlagal, da naj se ta, izhodiščni del pokopališča, poimenuje Vrt Vseh svetih, ker so mrliške kapele poimenovane po različnih svetnikih, pretežno po ljubljanskih župnijskih cerkvah. Mestni veljaki so ga preglasovali in določili staroslovansko besedo Žale, ki označuje grobišče/pokopališče. Pozneje, po drugi svetovni vojni, ko je tedanja oblast leta 1946 razlastila Rimskokatoliško cerkev lastništva nad pokopališčem, je celotno pokopališče postopoma prevzelo krajše ime, iz Pokopališče Sv. Križa v Pokopališče Žale ali enostavno Žale.

## Zgodovina
S povečanjem mesta Ljubljana in s tem tudi povečanjem potreb po prostorih za grobove so v 30. letih 20. stoletja razglasili pokopališče za centralno na področju Ljubljane in ga v ta namen ustrezno preuredili.
Sprva je bil za ureditev zadolžen arhitekt Ivo Spinčič, toda zaradi nestrinjanja dela ljubljanskih politikov in javnosti z njegovim načrtom skupne mrtvašnice, je leta 1936 projekt prevzel vodilni slovenski arhitekt medvojnega časa Jože Plečnik, ki je še isto leto predlagal osnovno shemo drugačne ureditve. Načrt je bil končan leta 1938, ko so pričeli graditi. Ovira so bile nekatere robne parcele, ki jih tedanji lastniki niso želeli prodati za pokopališče. Zato so Plečnikovi objekti postavljeni na ostro zamejen prostor. Objekti so bili večinoma končani leta 1940. Notranje opremljanje kapelic je bilo pretežno zaključeno šele leta 1944.
Po dokončanju krematorija na severni strani Žal so iz različnih razlogov (racionalizacija, higienski standardi, spremenjen način pogrebov) nehali uporabljati kapele Plečnikovega dela Žal. Plečnikova celota je tako začela propadati. Iskali so nove namembnosti. Po dolgih letih diskusij so z avtoriteto Janeza Milčinskega in podporo konservatorjev znova začeli uporabljati Plečnikove mrliške vežice, v začetku samo za dopoldanske pogrebe. Leta 1987 so konservatorji s sodelovanjem Vlasta Kopača začeli z obnavljanjem močno poškodovanih objektov. Sam projekt obnovo je trajal kar 5 let, tako da so ponovno odprli Plečnikove Žale šele leta 1992.
Plečnikove Žale so bile leta 2009 razglašene za kulturni spomenik državnega pomena. Dobile so tudi prvotni znak evropskega spomenika, kakršnega so tedaj imeli samo trije spomeniki Sloveniji (še Bolnica Franja in spominska cerkvica Javorca nad Zatolminom).
Leta 2006 so osrednjo molilnico preimenovali v Plečnikova molilnica in v njej postavili stalno razstavo Arhitekturni detajli Plečnikovih Žal. Tako je molilnica prenehala biti sakralni objekt (od druge svetovne vojne ni opravljala te funkcije), ampak je postala kulturni objekt, v katerem bodo organizirali tudi koncerte in umetniške razstave.

## Zasnova
Plečnik ni imel namena ustvariti klasično pokopališče, ampak je želel prostoru poslednjega slovesa dati drugačno etično noto ali kakor je sam večkrat poudaril: 'Uredimo vrt poslednjega slovesa z rajnkimi, v njem v zelenju postavimo kapelice, ki naj bodo individualne mrtvašnice. Imenujmo jih po farnih patronih, tako da bo vsak našel zadnjo postajo v kapelici lastne fare.'
Vhod je zasnovan monumentalno, kot mogočne Propileje, ki skozi široko dvoetažno stebrišče vodijo v Vrt vseh svetih, kakor je prostor poslednjega slovesa poimenoval Plečnik.
Na vrhu stebriščnega portala stoji dvojna skulptura Kristusa in Marije, delo Borisa Kalina. Kip Marije in Kristusa predstavlja dvojni pomen samega slavoločnega vhoda: kip Kristusa se obrača na zunanjo stran in predstavlja svet živih in princip aktivnega življenja; kip Marije Zavetnice s plaščem je obrnjen na notranjo stran in predstavlja svet mrtvih, tišino, mir in kontemplacijo.
Osrednja stavba žalskega kompleksa je Molilnica, oblikovana ob stranskih pročeljih kot rastrska mreža pravokotnih okenskih polij, pred katere so nameščeni stilizirani staroegipčanski alabastroni (posode, v katerih so Egipčani shranjevali olja) in kot taki spominjajo na simboliko obreda maziljenja v krščanskem pogrebnem obredju. S tem je arhitekt molilnico simbolično povezal z mislijo priprave na večno življenje. Pod velikim baldahinom se nahajata katafalk in govorniški oder, namenjen poslovilnim besedam in zahvalam pokojniku.
Okrog in za molilnico so razvrščene mrliške vežice oz. kapelice, posvečene različnim svetnikom in zavetnikom ljubljanskih župnij.
Prva v nizu vežic je na levi posvečena apostolu in prvemu Kristusovemu nasledniku sv. Petru; nad njo se metaforično vzdiguje silhueta ptice, kot simbol sv. Duha. Sledita ji v eno celoto povezani vežici sv. Marije in sv. Jakoba ter za njo vežica sv. Janeza Krstnika. Med to vežico in molilnico stoji kapelica v obliki tumulusa, posvečena zavetniku Kranjskih dežel, sv. Ahacu; vežica je bila prvotno namenjena pokojnikom, ki so se smrtno ponesrečili v gorah in umrlim nekrščenim otrokom. Na drugi strani se blizu propilej nahaja vežica sv. Krištofa s tipičnimi antičnimi arhitekturnimi elementi in ob molilnici kapela sv. Nikolaja, zavetnika ljubljanske stolnice; z močnim spodnjim rustikalnim delom in veliko 'prosojno' rozeto na zgornjem delu nad vhodom. Za tem stojita kapelici, med seboj povezani s poveznjenim banjastim obokom, kapelica sv. Andreja (Plečnikov brat duhovnik je bil prav tako Andrej, tako da je kapela simbolično posvečena tudi njemu) in sv. Frančiška Asiškega. Sledijo jima kapele sv. Jožefa in sv. Antona, sv. Cirila in sv. Metoda, sv. Jurija in nazadnje še asimetrično oblikovana kapela Adama in Eve, prvotno namenjena za poslednje slovo neverujočih (ateistov), brezimnih pokojnikov in pokopom pripadnikov drugih veroizpovedi.
Čisto na koncu je Plečnik umestil stavbo mizarskih delavnic, v začetku namenjeno izdelovanju krst. Fasadno strukturo lepo naglaša uporaba opeke in vzorčasto oblikovanih savskih prodnikov, kar ji daje izjemno dinamiko in pestrost. Nekaj let je bil v teh prostorih nameščen Restavratorski center. V letu 2021 je v stavbi uprava Žal.
V zgornjem nadstropju objekta so simbolne figuralne poslikave Slavka Pengova v kombinirani tehniki freske in sgraffita. Prizori fresk so povzeti po Jezusovih svetopisemskih čudežih iz evangelijev. Med upodobljenimi najdemo celo Plečnikov portret: predstavljen je v čolnu skupaj z Jezusom, pri čudežu ulova rib. V prizoru, kjer Jezus nasiti tisoč mož, je še portret takratnega ljubljanskega župana Jurija Adlešiča, s knjigo v rokah. Župan je slovesno otvoril Plečnikove Žale v nedeljo 7. julija 1940.
Regionalni element upodobljenih protagonistov je na nekdanji delavnici poudarjen z upodobitvami slovanskih svetnikov in svetnic, kot so npr.: Vaclav, Vladimir, sv. Olga, sv. Ahac, sv. Stanislav, sv. Stanislav Kostka, Nikola Tavelić in sv. Ljudmila. Kot samostojni prosto stoječi figuri sta izpostavljena eden najpomembnejših slovenskih misijonarjev 19. stoletja Friderik Baraga in priljubljeni slovenski škof, blaženi Anton Martin Slomšek. Na istem nosilcu je še podoba škofa Antona Bonaventure Jegliča ter misijonarja Ignacija Knobleharja.  